# Daleké Dušníky
Daleké Dušníky là một làng thuộc huyện Příbram, vùng Středočeský, Cộng hòa Séc.